# Bistum Araçuaí

File:Regional CNBB Leste 2.png

Das Bistum Araçuaí (lat.: Dioecesis Arassuahyensis, port. Diocese de Araçuaí) ist eine in Brasilien gelegene römisch-katholische Diözese mit Sitz in Araçuaí im Bundesstaat Minas Gerais.

## Geschichte
Das Bistum Araçuaí wurde am 25. August 1913 durch Papst Pius X. aus Gebietsabtretungen des Bistums Diamantina errichtet. Am 28. Juni 1917 wurde das Bistum Araçuaí dem Erzbistum Diamantina als Suffraganbistum unterstellt. Das Bistum Araçuaí gab am 1. Februar 1956 Teile seines Territoriums zur Gründung des Bistums Governador Valadares ab. Weitere Gebietsabtretungen erfolgten am 27. November 1960 zur Gründung des Bistums Teófilo Otoni und am 28. März 1981 zur Gründung des Bistums Almenara.

## Bischöfe von Araçuaí
- Serafim Gomes Jardim da Silva, 1914–1934, dann Erzbischof von Diamantina
- José de Haas OFM, 1937–1956
- José Maria Pires, 1957–1965, dann Erzbischof von Paraíba
- Altivo Pacheco Ribeiro, 1966–1973
- Silvestre Luís Scandián SVD, 1975–1981, dann Koadjutorerzbischof von Vitória
- Crescênzio Rinaldini, 1982–2001
- Dario Campos OFM, 2001–2004, dann Bischof von Leopoldina
- Severino Clasen OFM, 2005–2011, dann Bischof von Caçador
- Marcello Romano, 2012–2020
- Esmeraldo Barreto de Farias IdP, 2020–2024
- Geraldo dos Reis Maia, seit 2024